# Chiesa di San Michele Arcangelo (Gianico)
La chiesa di San Michele Arcangelo è la parrocchiale di Gianico, in provincia e diocesi di Brescia; fa parte della zona pastorale della Bassa Val Camonica.

## Storia
Nel XVI secolo il territorio di Gianico risultava sottoposto alla pieve di Santo Stefano Protomartire di Rogno, anche se nel 1578 si legge che la chiesa gianichese, costruita forse nel XV secolo, dipendeva, almeno per quanto riguarda la fornitura degli olii santi, da Darfo; tuttavia, nel 1636 era attestata di nuovo come completamente assoggettata a Rogno.
Nel frattempo, nel Cinquecento l'arcivescovo di Milano Carlo Borromeo aveva prescritto di ampliare il coro, mentre il vescovo Morosini aveva ordinato di riadattare la sacrestia a battistero e di trasformare la cappella di San Rocco nella nuova sacrestia.
Nel 1711 questa chiesa venne demolita, mentre nel 1712 fu posta la prima pietra della nuova parrocchiale; l'edificio fu portato a termine nel 1722.
Nel 1900 la struttura fu interessata da un intervento di ristrutturazione, mentre nel 1959 vennero restaurate le decorazioni; nel 1964 la chiesa fu gravemente danneggiata e dovette pertanto essere ripristinata.

## Descrizione

### Esterno
La facciata, suddivisa in due ordini da una cornice marcapiano, presenta una parte centrale più avanzata, che è scandita da due coppie di lesene binate e che è caratterizzata nel registro inferiore dal portale d'ingresso in pietra di Sarnico e in quello superiore, coronato dal timpano curvilineo, da una finestra e da due nicchie; ai lati si sviluppano due parti più arretrate, anch'esse scandite da lesene.

### Interno
L'interno dell'edificio è costituito da una sola navata, sulla quale si affacciano le cappelle laterali ospitanti gli altari e le cui pareti sono caratterizzate da un cornicione sopra il quale s'imposta la volta a vela; al termine dell'aula si sviluppa il presbiterio, anch'esso coperto da volta a vela, in cui trova posto la cantoria dell'organo, che fu costruito nel XVIII secolo, e chiuso dall'abside di forma poligonale.
Opere di pregio qui conservate sono l'altare maggiore, costruito dal lanzese Giacomo Novi, la pala raffigurante San Michele Arcangelo, eseguita da Antonio Guadagnini, la tela con soggetto la sacra conversazione, dipinta da Giovanni Battista Nodari, la statua del Cristo morto, scolpita intorno al 1740 dai Fantoni, e il quadro ritraente la Vergine Immacolata assieme ai santi Gaetano, Luigi, Giovanni Nepomuceno e Andrea Avellino, realizzata dal bresciano Pietro Scalvini nel 1790.